# 桂昌院
桂昌院（1624年—1705年8月11日），本名御玉之方（お玉の方，又譯阿玉），是江戶時代幕府第3代将軍德川家光的側室。生父是八百屋仁左衛門、養父是本庄宗利、母親是鍋田氏。她的兒子德川綱吉後來成為了幕府第5代将軍。

## 簡歷
桂昌院在寬永元年（1624年）於京都出生。後來母親與關白二条光平的家司本庄資俊再婚，而成為了本庄家的養女。相傳她曾被養父賣往妓院，後來她出走，並來到伊勢山田尼寺，成為了田尼寺的工人。
1639年（寬永16年），寺院住持（即後來的御万之方）前往江戶，她亦一同前往。並在住持被春日局囚禁後主動要求成為大奧的女中。她後來成為了阿萬之方的侍女，更成為了德川家光的側室。她亦是第五代幕府將軍德川綱吉的母親。
1646年（正保3年）產下綱吉。1651年（慶安4年）家光逝世後離開大奧，前往筑波山知足院削髮為尼。第4代将軍德川家綱死後、1680年（延宝8年）綱吉就任将軍。她被將軍安排入住江戶城三之丸，並得以重振權勢。
據說綱吉受儒學之中的孝所影響，不但讓母親桂昌院介入政治，更採用母親寵信的怪僧隆光僧正的話。貞享四年（1687年）綱吉頒布《生類憐憫令》。這個法令的背景是防範戰國時代濫殺狗的陋習，最初是很正經的法令。不過法令逐漸穩定後，綱吉不但下令建造養狗的房子、請人保護狗及請人替狗看病，到了最後甚至頒布說連殺死蚊子都被判刑，令人民怨聲載道。
1702年（元祿十五年），她被賜與了女性最高官位從一位，並被賜名為藤原光子（或稱藤原宗子）。
宝永二年六月二十二日（1705年8月11日）以82歳高齡辭世。
她的墓所位於今日東京都港区的增上寺。